# Couvent de Nossa Senhora de Boa Hora
L'église et ancien couvent de Nossa Senhora da Boa Hora est située à Lisbonne, dans la paroisse d'Ajuda, et est actuellement également connue sous le nom d'Igreja da Boa-Hora, Igreja de Nossa Senhora da Ajuda et Igreja Paroquial da Ajuda. Le couvent et l'église ont été construits au XVIIIe siècle, après le tremblement de terre de 1755. Le plan a été élaboré par Eugénio dos Santos et suit les lignes de l'architecture religieuse pombaline, avec un style plus sobre.

## Histoire
L'église fait partie d'un complexe conventuel fondé en 1758 sur un ancien couvent de frères dominicains et remis à l'Ordre des Augustins Descalços. L'ancien Convento da Boa Hora est un bâtiment baroque, avec une façade principale harmonieuse.
En 1834, avec l'extinction des ordres religieux, le couvent est évacué et en 1892 l'Hôpital Militaire de Belém est installé sur le site.
L'église du couvent est devenue l'église paroissiale de Nossa Senhora da Ajuda à cette époque et a été largement remodelée dans les années 1870. C'est une église à une seule nef, ornée de plafonds peints et de panneaux d'azulejos, ces derniers représentant des scènes de la vie de saint Augustin ainsi que les quatre évangélistes.
L'église et l'ancien couvent sont classés monuments d'intérêt public.

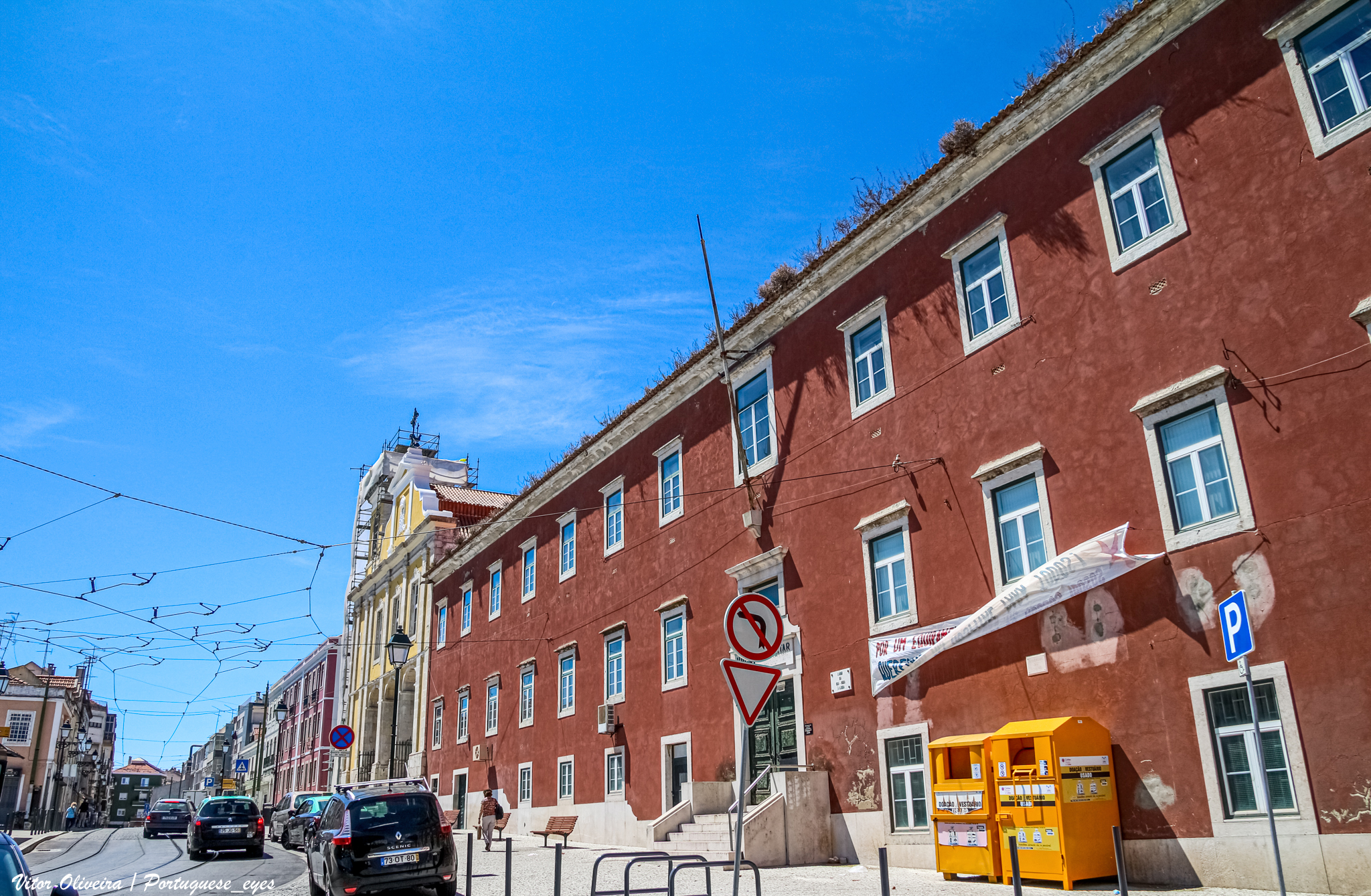
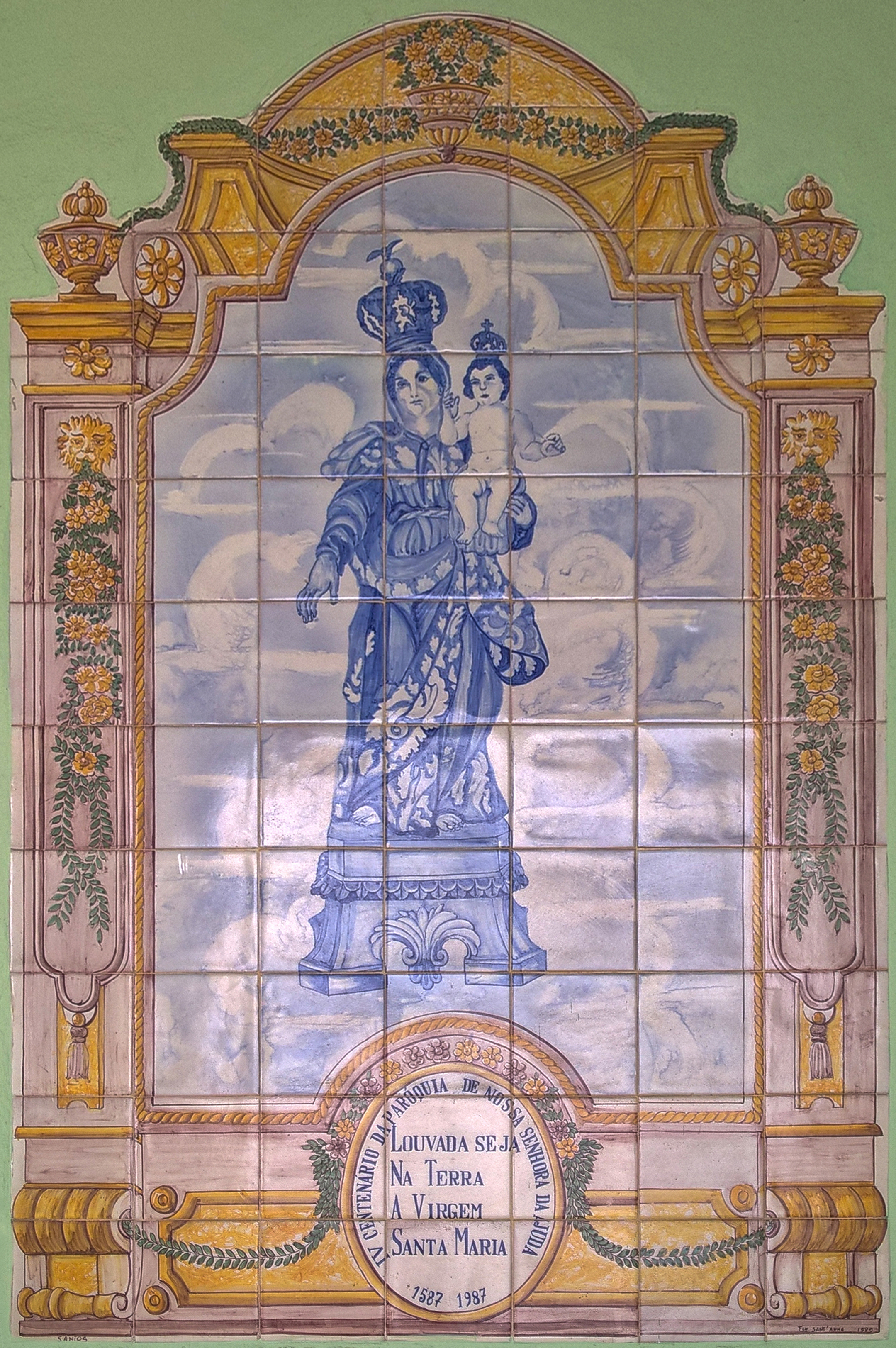
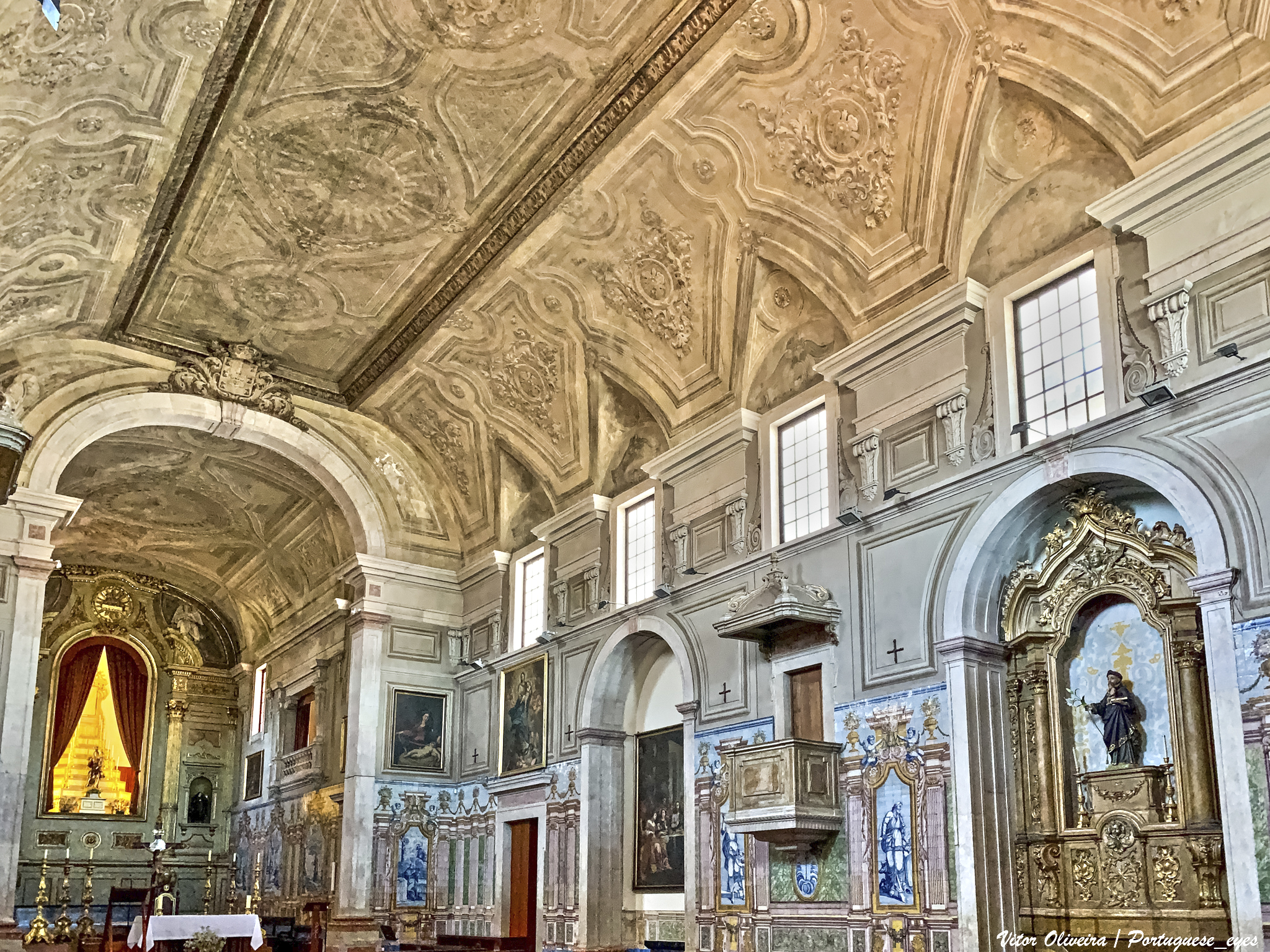
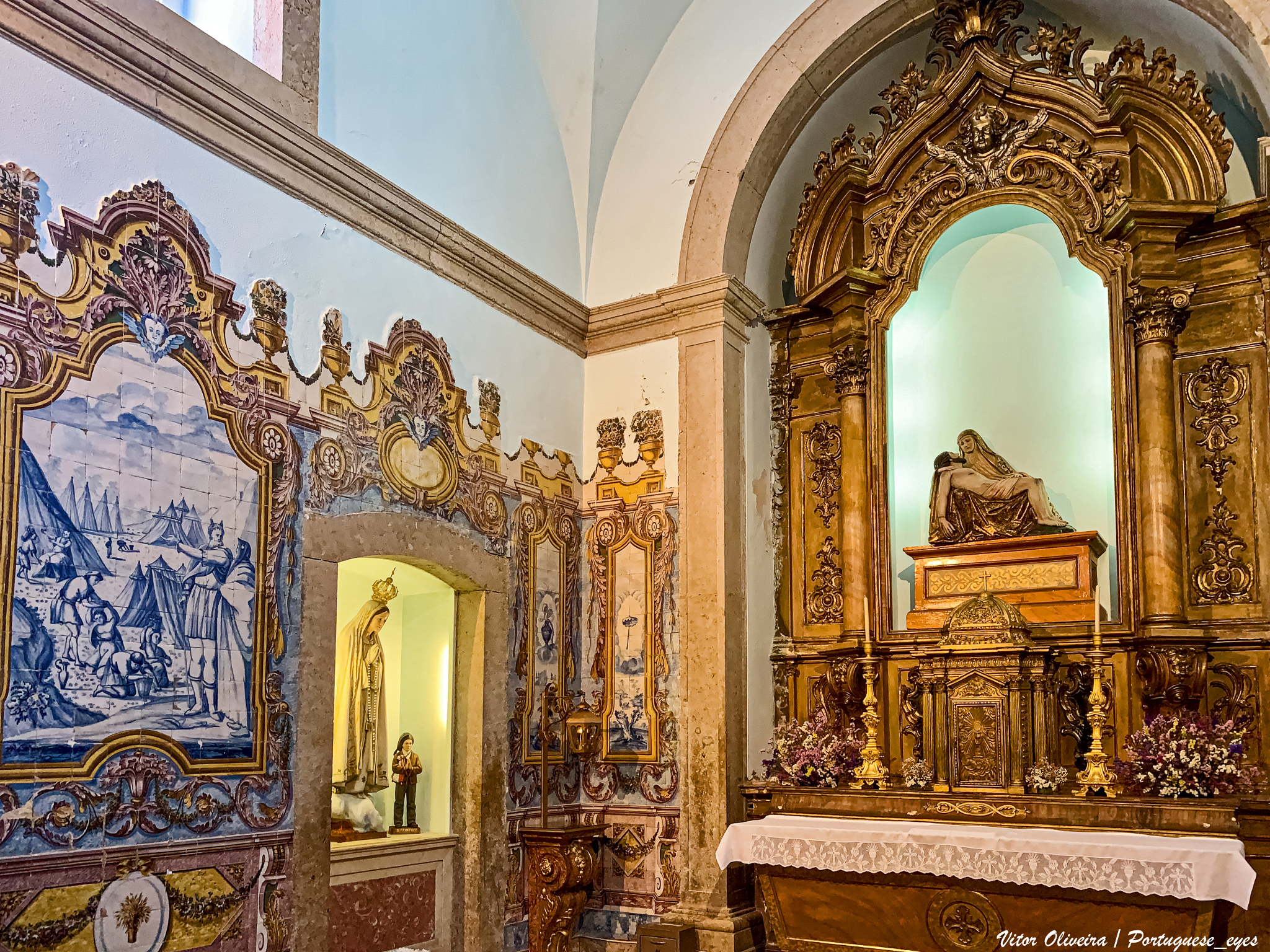